# Signiphora
Signiphora is een geslacht van vliesvleugeligen uit de familie Signiphoridae. De wetenschappelijke naam van dit geslacht is voor het eerst geldig gepubliceerd in 1880 door Ashmead.

## Soorten
Het geslacht Signiphora omvat de volgende soorten:
- Signiphora aleyrodis Ashmead, 1900
- Signiphora aspidioti Ashmead, 1900
- Signiphora bifasciata Ashmead, 1900
- Signiphora borinquensis Quezada, DeBach & Rosen, 1973
- Signiphora caridei Brèthes, 1914
- Signiphora citrifolii Ashmead, 1880
- Signiphora coleoptrata (Kerrich, 1953)
- Signiphora coquilletti Ashmead, 1900
- Signiphora desantisi De Santis, 1938
- Signiphora dipterophaga Girault, 1916
- Signiphora euclidi Girault, 1935
- Signiphora fasciata Girault, 1913
- Signiphora fax Girault, 1913
- Signiphora flava Girault, 1913
- Signiphora flavella Girault, 1913
- Signiphora flavopalliata Ashmead, 1880
- Signiphora frequentior (Kerrich, 1953)
- Signiphora giraulti Crawford, 1913
- Signiphora hyalinipennis Girault, 1913
- Signiphora insularis (Dozier, 1933)
- Signiphora longiclava Girault, 1917
- Signiphora louisianae (Dozier, 1933)
- Signiphora lutea Rust, 1913
- Signiphora maculata Girault, 1913
- Signiphora magniclavus (Dozier, 1933)
- Signiphora maxima Girault, 1913
- Signiphora merceti Malenotti, 1917
- Signiphora mexicana Ashmead, 1900
- Signiphora noacki Ashmead, 1900
- Signiphora perpauca Girault, 1915
- Signiphora polistomyiella Richards, 1935
- Signiphora pulcher Girault, 1913
- Signiphora rectrix Girault, 1915
- Signiphora rhizococci Ashmead, 1900
- Signiphora thoreauini Girault, 1916
- Signiphora townsendi Ashmead, 1900
- Signiphora tumida De Santis, 1973
- Signiphora unifasciata Ashmead, 1900
- Signiphora woolleyi Hayat, 2003
- Signiphora xanthographa Blanchard, 1936
- Signiphora zosterica (Kerrich, 1953)